# Karyabakti (Batujaya)
Karyabakti is een bestuurslaag in het regentschap Karawang van de provincie West-Java, Indonesië. Karyabakti telt 7230 inwoners (volkstelling 2010).